# Max Design
Max Design – firma zajmująca się programowaniem gier, utworzona w 1991 (Schladming, Austria). Założycielami firmy byli Wilfried Reiter oraz bracia Albert i Martin Lasser. Firma została zamknięta w 2004. Jest znana m.in. ze swoich gier na Amigę, jak 1869, czy The Clue!.

## Historia firmy
Max Design został założony w 1991 roku przez braci Alberta Lassera i Martina Lassera wraz z Wilfriedem Reiterem.
Firma stała się znana z trudnych symulacji.
Gra 1869 powstała ponieważ autorzy byli „przyjaciółmi” żeglarstwa. Dwa lata wcześniej przeczytali książkę o kliperach XIX wieku. Wciągnęła ich atmosfera epoki, oraz elegancja żaglowców. Spontanicznie zdecydowali się użyć tego tematu jako podkładu pod strategię ekonomiczną. Spędzili wiele tygodni w bibliotekach i muzeach Uniwersytetu, zbierając wszystkie dane na ten temat. Najczęściej pojawiał się w nich rok 1869, był to rok otwarcia Kanału Sueskiego i punkt zwrotny w historii transportu towarów. Dlatego wybrano ten rok na tytuł nowej symulacji. Następnie zaczęto tworzyć pierwsze szkice koncepcji na papierze, oraz programować. Gra była poprzednikiem serii Anno, została wydana m.in. na Amigę.
Max Design opracowała, w połączeniu z Sunflowers Interactive Entertainment Software grę Anno 1602. Sprzedano około dwóch milionów egzemplarzy, była to wówczas najpopularniejsza austriacka gra wideo. Firma położyła podwaliny pod serię Anno. Wraz z kolejnymi tytułami sprzedano około 4,2 miliona egzemplarzy do kwietnia 2006 roku. Sunflowers w ramach współpracy zapewniła sobie udziały Max Design. Ciągłe przesuwanie równowagi sił między tymi dwiema firmami na rzecz Sunflowers było dyskutowane w społeczności fanów z pojawieniem się „Anno 1503”.
Po dwunastu latach Max Design opuścił branżę gier 15 kwietnia 2004 r. Wszyscy pracownicy oprócz członków założycieli zostali zwolnieni. W tym samym roku firma całkowicie zaprzestała działalności. Seria „Anno” była kontynuowana – pod kontrolą Sunflowers we współpracy z Related Designs.
W wywiadzie jeden z założycieli firmy oświadczył później, że po dwunastu latach rozwoju zespół podstawowy był „zmęczony” i potrzebował trochę czasu na reorientację.

## Lista stworzonych bądź opublikowanych gier
```
Think Cross (1991) - (Atari ST/E, Commodore 64/128) – Puzzle
   Cash (1991) - (Amiga ECS/OCS) – strategia ekonomiczna
   Osiris (1992) - (DOS) – Puzzle
   Hunt The Fonts (1992) - Puzzle
   1869 - Hart am Wind! (1992) - strategia ekonomiczna
       znana jako 1869: Erlebte Geschichte Teil I
       nazwa angielska: 1869: History Experience Part I
   Burntime (1993) - (Amiga, DOS) – gra strategiczna
   Der Clou! (1994) – (Amiga ECS/OCS, AGA, CD³²) – przygodowa
       nazwa angielska The Clue
   Oldtimer (1994/95) - (Amiga ECS/OCS, AGA, DOS) – strategia ekonomiczna
       znana jako Oldtimer: Erlebte Geschichte Teil II
       nazwa angielska Motor City
   
Clearing
 
House
 (1995) - symulacja rynku akcji
   Strike Base (1996) - kosmiczna-akcji
   Anno 1602 (1998) - (Windows) – strategia ekonomiczna/Strategy
       (Twórca oprogramowania/Wydawca: Sunflowers Interactive Entertainment Software)
   Anno 1503 (2002) - (Windows) – strategia ekonomiczna/Strategy
       (Twórca oprogramowania/Wydawca: Max Design/Sunflowers)
[
5
]
[
6
]
[
7
]
[
8
]
```

## Inne
Ścieżka dźwiękowa 1869 i Burntime została napisana przez Hannes Seifert, założyciela i późniejszego CEO Neo Software, twórcy ścieżek dźwiękowych wielu ówczesnych gier. Max Design opublikował później The Clue! (Der Clou!).
Z grą Petko, Max Design próbowało stworzyć przygodówkę, ulokowaną w środku lat dziewięćdziesiątych. Grywalne demo zostało opublikowane, ale gra nie uzyskała statusu złotej.

## Literatura
- Max Design w książce o ISBN 978-3-00-021584-1.
- [Strona domowa] [online], max-design.at [zarchiwizowane z adresu 2003-10-25].strona główna serwisu